# Tetrapygus
Tetrapygus is een geslacht van zee-egels uit de familie Arbaciidae.

## Soorten
- Tetrapygus niger (Molina, 1782)